# ヘビイチゴ
ヘビイチゴ（蛇苺、学名: Potentilla hebiichigo Yonek. et H.Ohashi）は、バラ科キジムシロ属に分類される多年草の1種。和名の語源については実が食用にならずヘビが食べるイチゴ、ヘビがいそうな所に生育する、イチゴを食べに来る小動物をヘビが狙うことからなど諸説がある。毒があるという俗説があり、ドクイチゴとも呼ばれるが、無毒。以前はヘビイチゴ属に分類されDuchesnea chrysanthaと呼ばれていた。ヘビイチゴは人間が食べても体に害はない。

## 特徴
畦道や野原などの湿った草地に自生し、群生していることが多い。アジア南東部と日本全土に広く分布する。
多年生の草本。茎は短く、葉を根出状につけるが、よく匍匐茎を伸ばして地面を這って広がる。匍匐茎が地面に触れたところから根を出して、そこから長い柄のある葉が伸び出る。葉は三出複葉、菱形に近い楕円形の小葉は、上半分に細かい鋸歯がある。
花期は春から初夏にかけて（4 - 6月）。葉のわきから顔を出すように黄色い花を付ける。花は直径1.5センチメートル (cm) ほどで、花弁の数は5枚ですべて上向きに咲く。
花後に光沢のない花床（花托という）が薄紅色の球状に膨らんで、その上に皺の多い小さな果実（痩果）が多数つき、イチゴに多少似たものがなる。このようなつくりをイチゴ状果とよび、偽果ともいう。毒は含まれないので食用可能だが、スポンジ状のぼそぼそとした食感で、あまり味が無いため食用（特に生食）には好まれない。
よく似たヤブヘビイチゴが混生するが、花床に強い光沢があるので、ヘビイチゴと容易に見分けがつく。

## 利用
ヘビイチゴの果実はジャムに加工可能。全草や果実を乾燥させたものは生薬として利用される。赤く熟した果実を集めて容器に入れ、ホワイトリカーなど度数の強い焼酎に漬けこんで1か月ほど置き、布袋で果実をつぶしながら液体だけを集める。これを痛み、かゆみ、虫刺され、腫れ物、やけどなどに塗って外用薬にする。

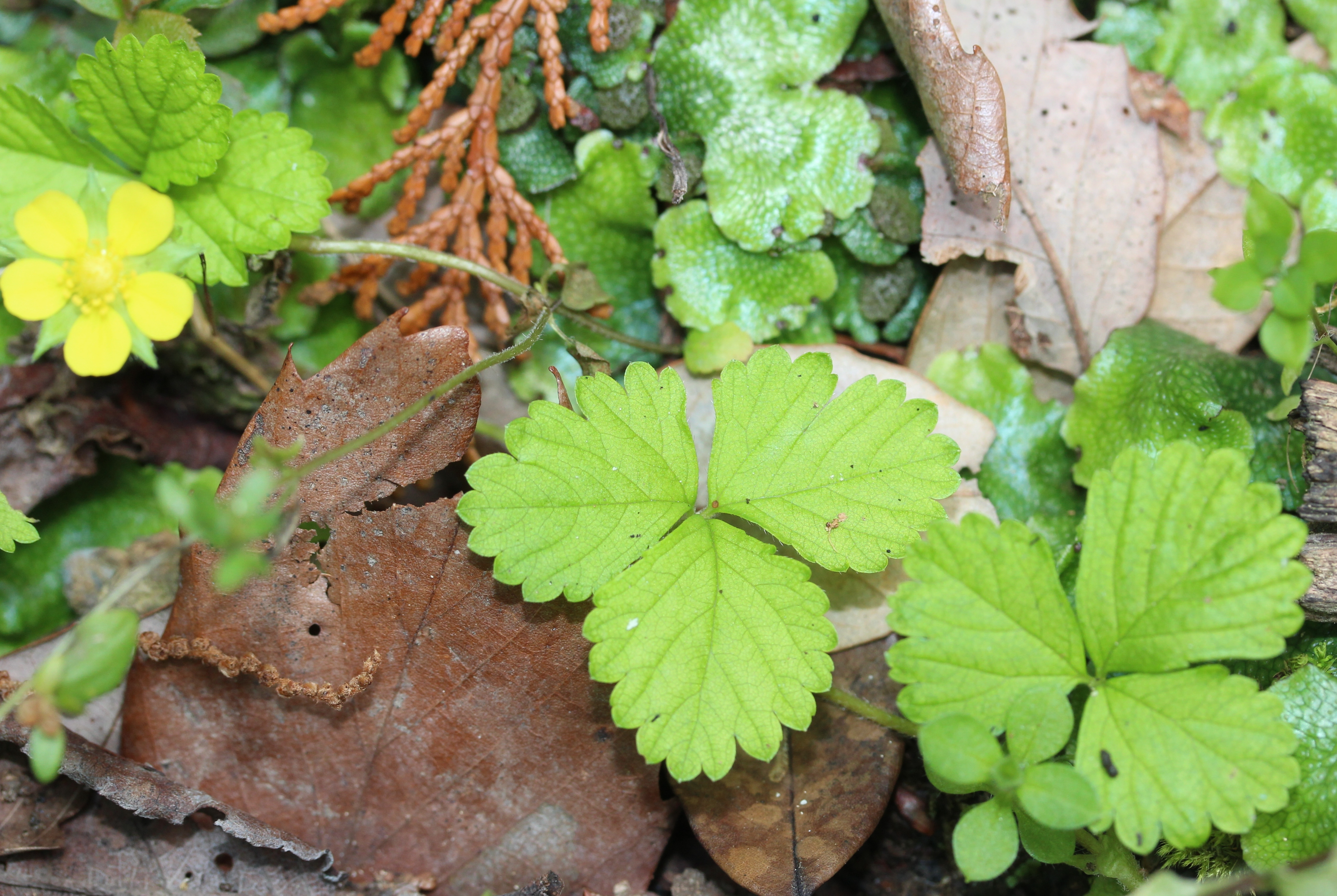
葉
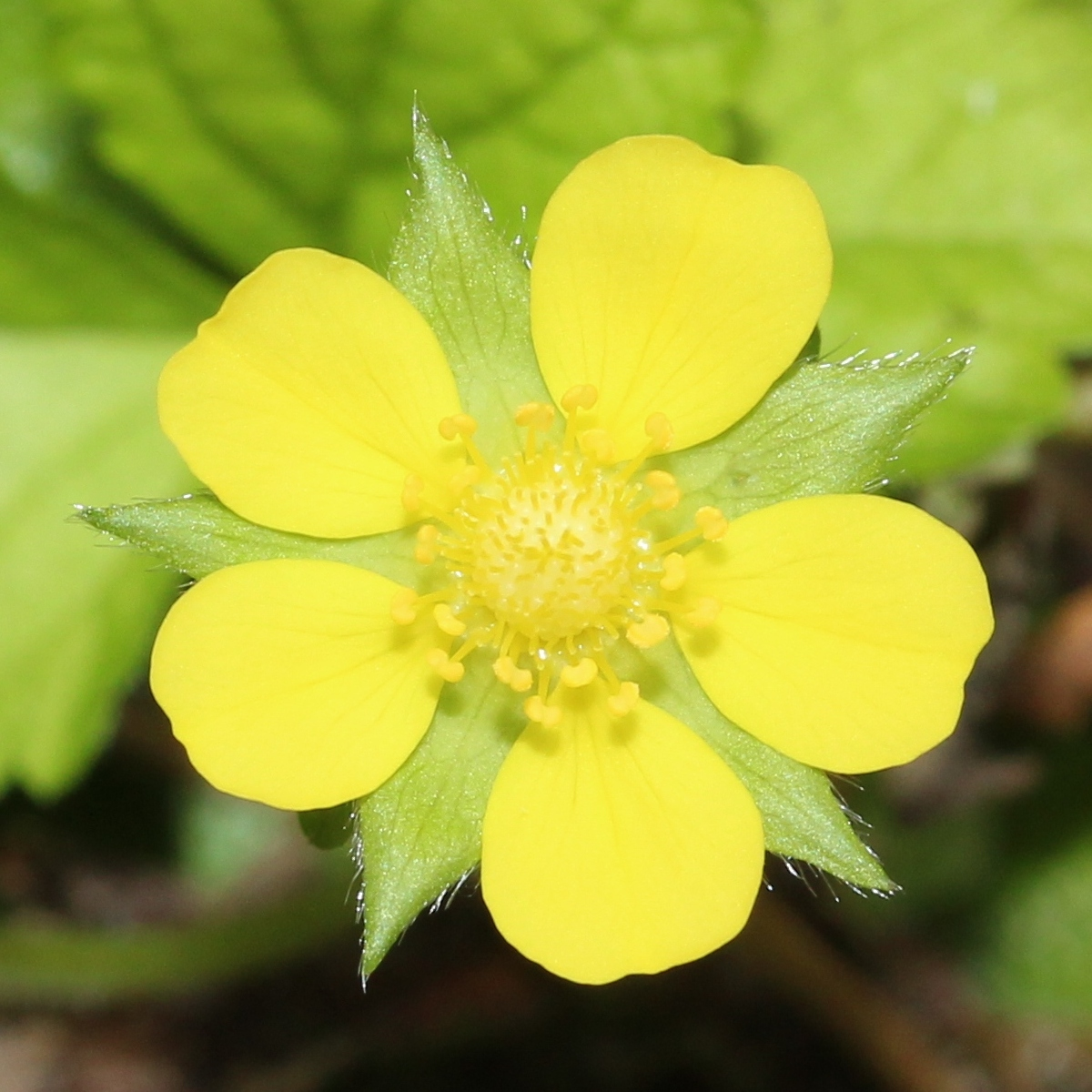
花
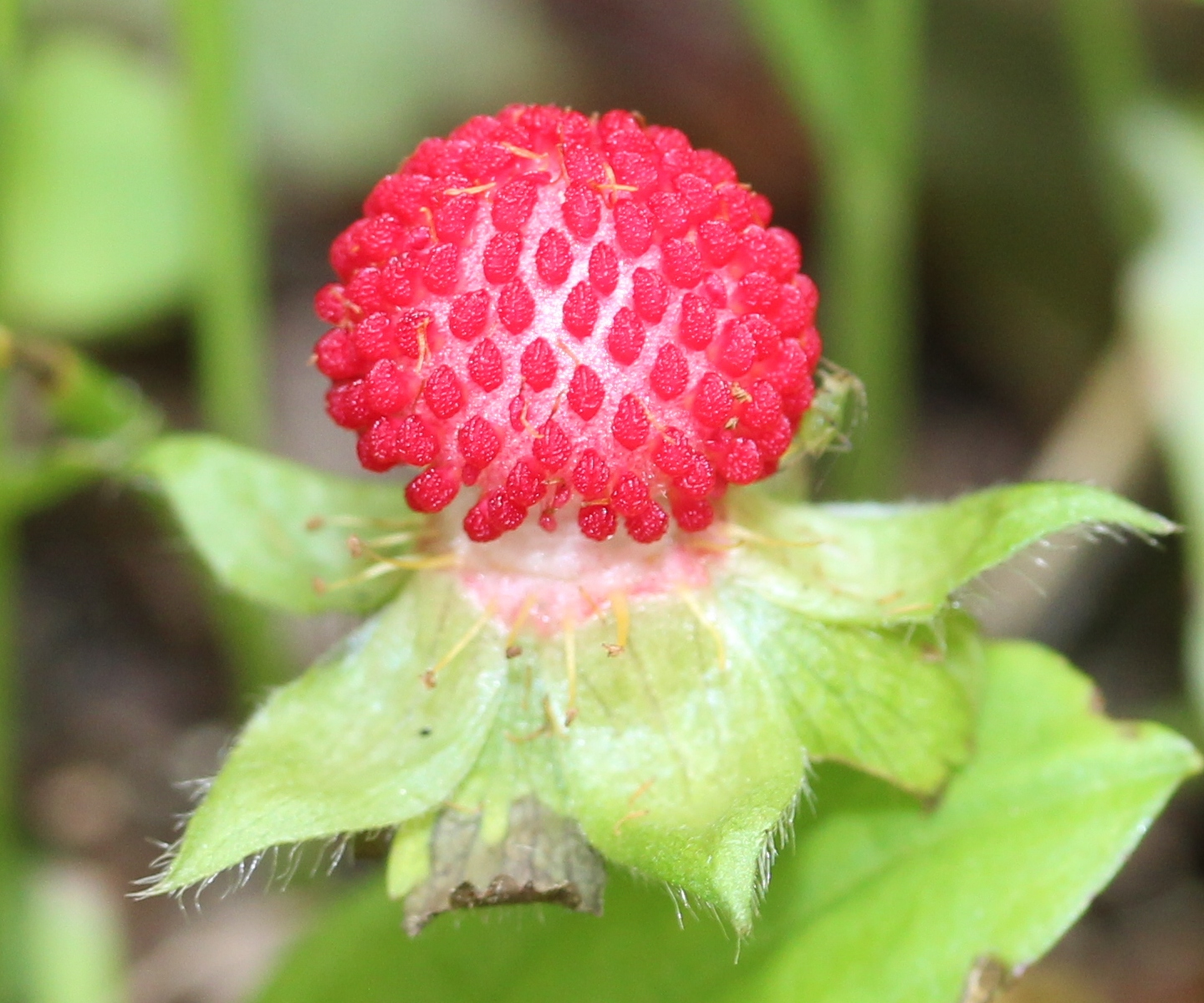
果実

## 分類
2003年に示された遺伝的証拠は、ヘビイチゴ属 (Duchesnea) はキジムシロ属 (Potentilla) に含めたほうがよいことを示している。

### 品種
- ヘビイチゴ Potentilla hebiichigo f. hebiichigo
- シロミノヘビイチゴ Potentilla hebiichigo f. leucocephala (Makino) Yonek. et H.Ohashi

### 雑種
ヘビイチゴとヤブヘビイチゴとの交雑種はアイノコヘビイチゴ（Potentilla × harakurosawae（Naruh. & M. Sugim.）H. Ohashi ）と呼ばれる。ヘビイチゴは染色体数が14本の2倍体（2n = 2x = 14）であり、染色体数が84本の12倍体（2n = 12x = 84）であるヤブヘビイチゴとの雑種には、7倍体（2n = 7x = 49）あるいは8倍体（2n = 8x = 56）のものがある。7倍体雑種は両種の中間的な形質を示し、偽果も痩果もできない。

### 近縁種
ヤブヘビイチゴ Potentilla indica (Andrews) Th.Wolf
ヘビイチゴに比べ、葉の色が濃い。果実に光沢がある。花の副萼片が花弁と同じくらい長い。
オヘビイチゴ Potentilla anemonifolia Lehm.
葉は5小葉からなる。花はヘビイチゴに似ているが、イチゴ状の果実をつくらない。
ヒメヘビイチゴ Potentilla centigrana Maxim.
ノウゴウイチゴ Fragaria iinumae Makino
オランダイチゴ属の高山植物。葉は3小葉からなり、花は白く、径 8mm程の果実をつくる。

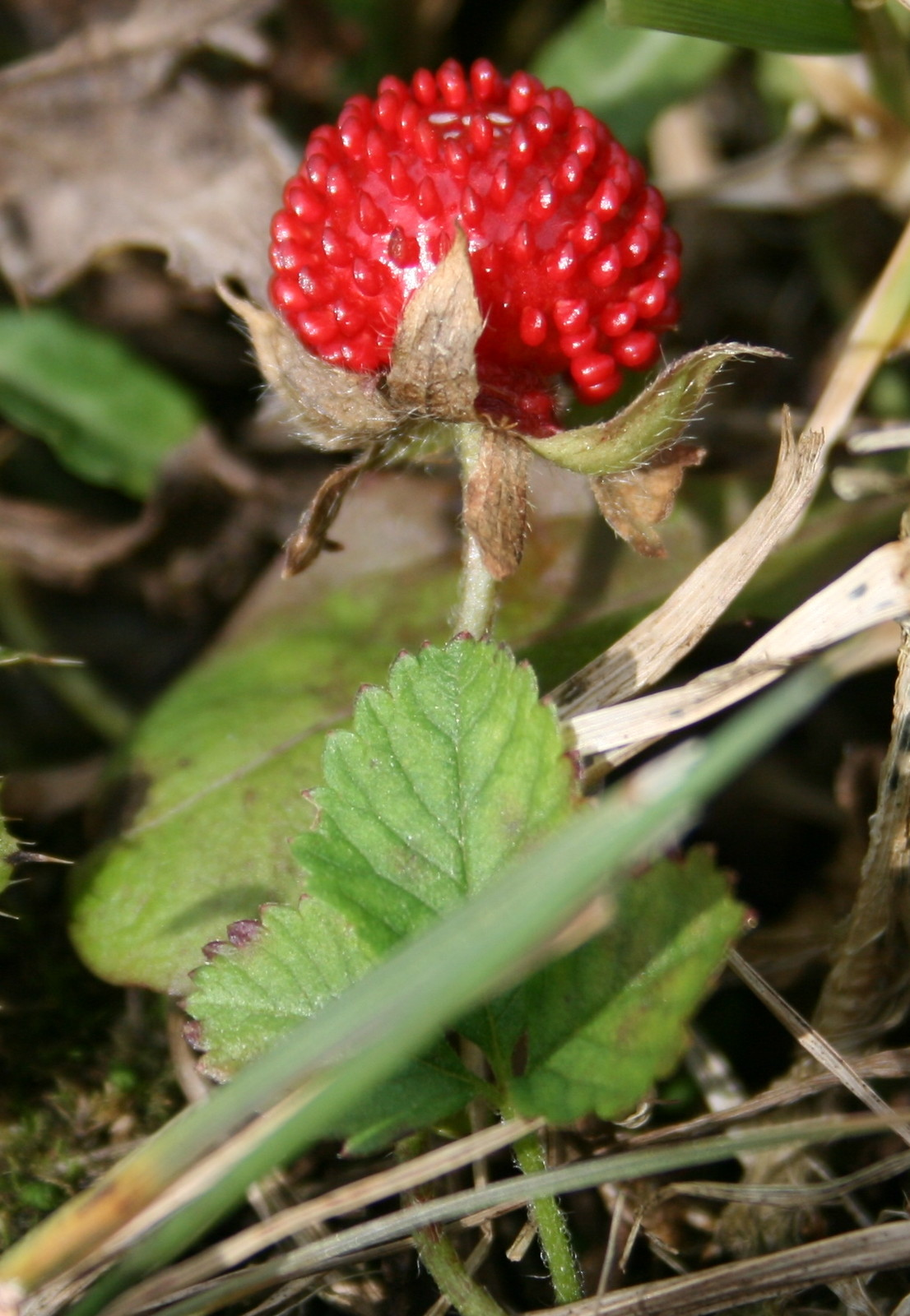
ヤブヘビイチゴの果実 伊吹山・2008年11月
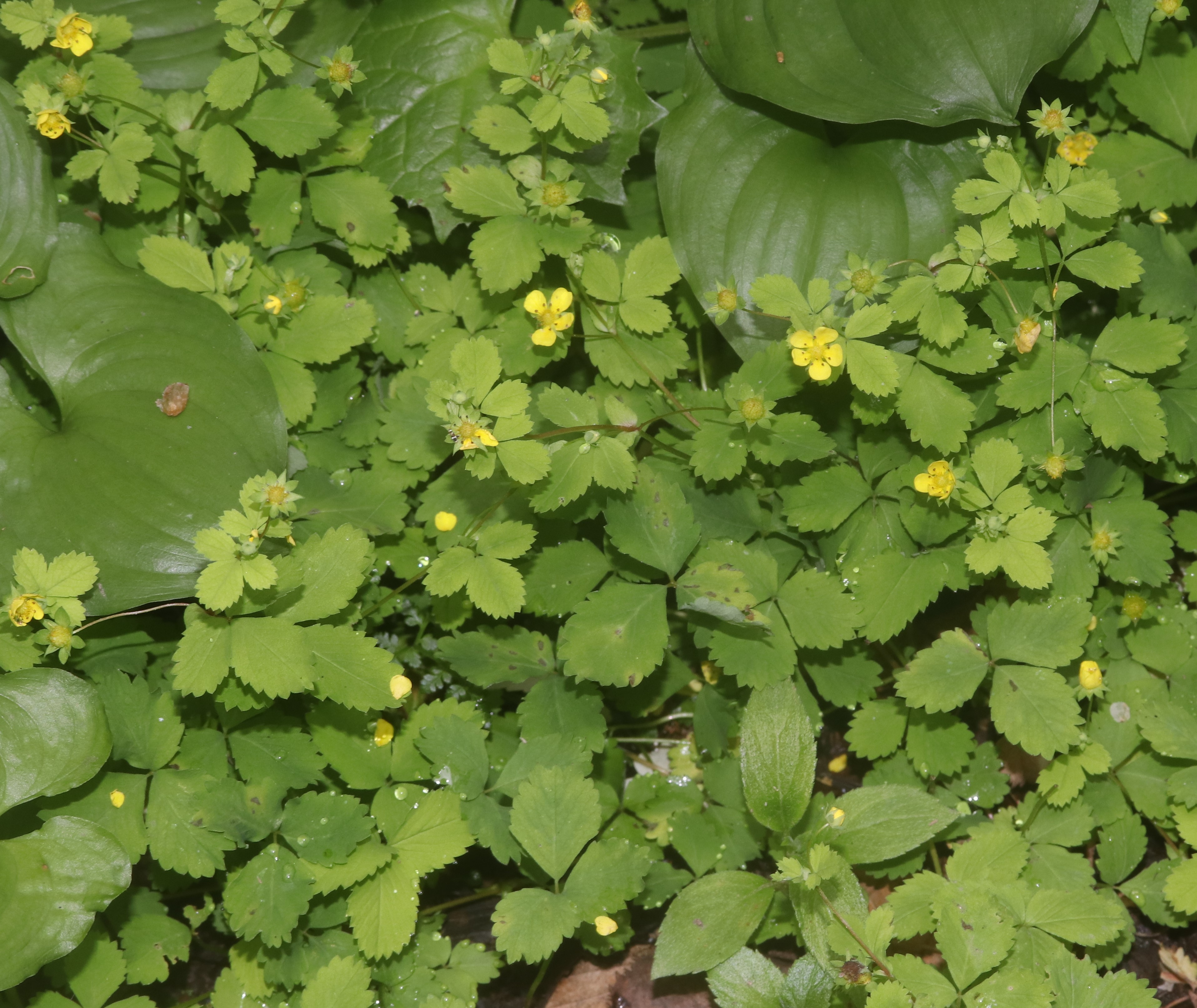
ヒメヘビイチゴの花 伊吹山・2012年7月
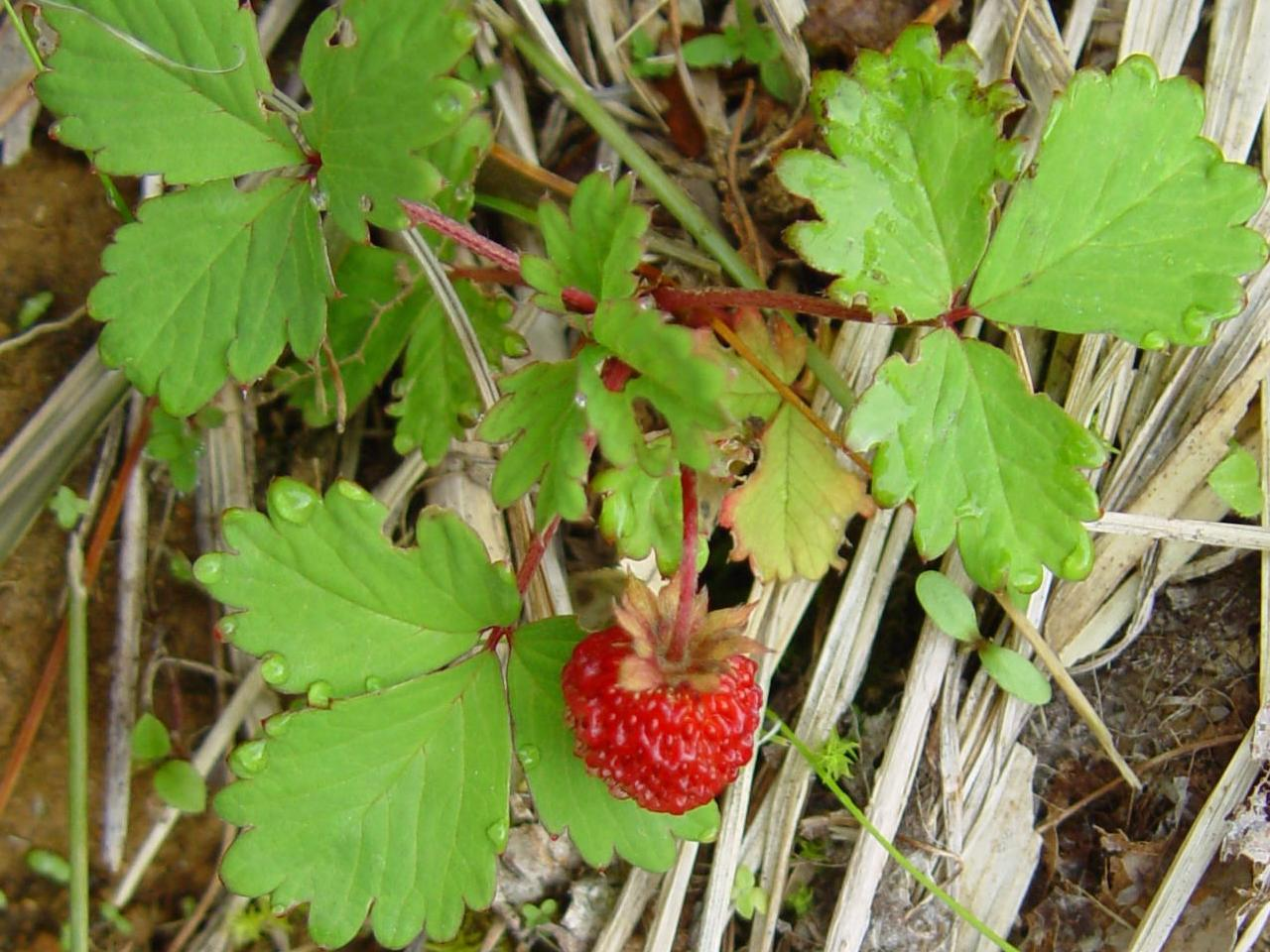
ノウゴウイチゴ 白山・2003年7月